# Brats in Battalions
Brats in Battalions — второй студийный альбом американской панк-рок-группы Adolescents, выпущенный в августе 1987 года на независимом лейбле группы SOS Records. Он последовал за воссоединением группы после пятилетнего распада и последующими изменениями в составе, в результате которых барабанщика Кейси Ройера и оригинального гитариста Фрэнка Эгню заменили Сэнди Хэнсон из Mechanics и младший брат Эгню, Элфи Эгню. Brats in Battalions исследует несколько стилей панк-рока и включает в себя новые записи всех трех песен с мини-альбома Welcome to Reality 1981 года, а также кавер-версии традиционной народной песни «The House of the Rising Sun» и «I Got a Right» группы The Stooges. Певец Тони Бранденбург (здесь под сценическим именем Тони Монтана) покинул группу после выхода этого альбома, и Adolescents записали еще один альбом без него — Balboa Fun*Zone (1988), прежде чем распасться еще на 12 лет.